# Kosmos Band IV
Der Kosmos Band IV „Tellurische Erscheinungen …“ ist der 1858 erschienene vierte Band von Alexander von Humboldts Werk Kosmos. Entwurf einer physischen Weltbeschreibung. Nachdem er sich in seinem dritten Band den Himmelserscheinungen und der uranologischen Sphäre gewidmet hatte, wendet sich Humboldt in diesem Band auf das Genaueste den tellurischen Erscheinungen, der Gestalt und dem Leben auf der Erde, zu.

## Allgemeine Bemerkungen
Bereits 1851 hatte Humboldt angekündigt, den vierten Band des Kosmos in Arbeit zu haben, den letzten nunmehr, wie er sich auch 1855 noch sicher war. Das Jahr 1857 belehrte ihn eines Besseren. Ein fünfter Band würde unumgänglich werden und es eilte, denn der 88-jährige „Jugendgreis“ musste jeden Tag mit seinem Ableben rechnen. Fast schien dieser Moment gekommen, als Humboldt im gleichen Jahr einen heftigen Zusammenbruch und Schlaganfall erlitt. Doch er blieb optimistisch, schrieb, „obwohl im Bett und unbehülflich“, beruhigende Briefe und erholte sich, obwohl teilweise Lähmungen zurückblieben.
Das Jahr 1858 führte ihm wieder einmal den „traurigen Vorzug“ vor Augen, selbst „alles überlebt zu haben, was einem teuer ist“. Sein Reisegefährte Bonpland starb. Humboldt jedoch schöpfte aus der Trauer neue Kraft und nahm den „titanischen Kampf eines alten Mannes mit der überquellenden Stoffmenge“ (Gentz-Werner) wieder auf.
Und im selben Jahr erschien der vierte Band seines Kosmos. Er handelt von den „Speciellen Ergebnissen der Beobachtung in dem Gebiete tellurischer Erscheinungen“. Humboldt betrachtete ihn als „eine Erweiterung und sorgfältigere Auswirkung des allgemeinen Naturgemäldes“ welche er im ersten Band zeichnete. In den einzelnen Abschnitten weist er mit dezidierten (Seiten-)Angaben immer wieder auf den direkten Bezug zu diesem Band hin.
Der Kosmos IV ist in zwei große Bereiche untergliedert:
- im I. Teil widmet Humboldt sich der Größe, Gestalt und Dichtigkeit der Erde, sowie ihrer Magnetischen Tätigkeit. Dieser Teil umfasst ca. 190 Seiten und ist in zahlreiche Unterpunkte gegliedert. Vulkankette

Vulkankette

- der II. Teil befasst sich mit der „Reaction des Innern der Erde gegen die Oberfläche“ und ist mit ca. 430 Seiten wesentlich umfangreicher als der erste Teil.

Besonders ausführlich behandelt Humboldt an dieser Stelle die ihn außerordentlich faszinierenden vulkanischen Phänomene; daneben werden thermische Quellen, Gasquellen sowie Erdbeben besprochen.

## Inhalt

### Einleitung
In der Einleitung geht Humboldt zunächst kurz auf die vorherigen drei Bände ein und begründet den rein geologischen Band damit, dass von jeher die Menschheit eine Unterscheidung in Himmel und Erde vorgenommen habe („Auf diese Weise ist die uralte, einfache und natürliche Scheidung des Geschaffenen in Himmel und Erde […] beibehalten worden.“, S. 5) Im Gegensatz zur Astronomie und zur Beschäftigung mit dem Weltraum und seinen Himmelskörpern, die allein mit dem Sehsinn untersucht werden können, ist die Beschäftigung mit der Erde laut Humboldt wissenschaftlicher, da alle Sinne zur Untersuchung der „vielfachen elementarischen Stoffe“ (S. 7) zur Verfügung stehen. Die Astronomie bleibt also beschränkt durch die „Ausschließung von allem Wahrnehmbaren einer Stoff-Verschiedenheit“ (S. 8), auch wenn Beobachtungen von z. B. dem Wechsel von Lichterscheinungen auf der Oberfläche des Mars Analogieschlüsse zulassen (Jahreszeiten, Eis, Schnee). Die unmittelbare Beobachtung aber fehlt.
Jede Sphäre stellt also ihre eigenen geistigen Anforderungen – die Astronomie hauptsächlich auf dem Gebiet der Mathematik und der Optik, die Geologie fordert andere und mehr Disziplinen (Humboldt nennt als Beispiele die Chemie und die Physik). Die Stoffe der Erde üben laut Humboldt eine Anziehung aufeinander aus, die durch Bewegung auf Molekularebene ausgelöst wird. Diese Bewegung aber entzieht sich dem menschlichen Auge. Wie diese Bewegung und Anziehung im Verhältnis zur Gravitation stehen, ist nicht klar. Eine Lösung dieses Problems wäre aber „das Höchste und Ruhmvollste […] was auf diesen Wegen Experiment und Gedankenverbindung erreichen können“ (S. 10) Humboldt meint, dass sich „das Seiende weder mehre noch vermindere“ (S. 12) Die Stoffe befinden sich im ständigen Kreislauf von Stoffwechsel, Fesselung und Entfesselung – die Menge des Stoffes bleibt die gleiche, „die Elemente wechseln nur ihre relative Lage zueinander“ (S. 12).
Humboldt zufolge muss die tellurische Sphäre in zwei Teile gegliedert werden:
- in einen organischen (Erdkörper, Gestalt, Dichte, Größe, Inneres, Lufthülle etc.) und
- in einen anorganischen Teil (Lebensformen und deren räumliche Beziehung zu den festen und flüssigen Teilen der Erde).

Mit dieser Unterscheidung orientiert er sich zunächst an Aristoteles. Im Verlaufe der 15-seitigen Einleitung revidiert er diese strikte Trennung jedoch weitgehend, indem er erläutert:
„Die Geschichte der Organismen (das Wort Geschichte in seinem ursprünglichen Sinne genommen, also als Beziehung auf der früheren Zeitepoche, auf die alten Floren und Faunen) ist so innig mit der Geologie, mit der Reihenfolge über einander gelagerter Erschichten, mit der Chronometrik der Länder- und Gebirgs-Erhebungen verwandt, dass es mir wegen Verkettung großer und weit verbreiteter Phänomene geeigneter schien, die, an sich der natürliche Sonderung des organischen und anorganischen Erdenlebens in einem Werke über den Kosmos nicht als ein Hauptelement der Classification aufzustellen. Es handelt sich hier nicht um einen morphologischen Gesichtspunkt, sondern vorzugsweise um eine nach Totalität strebende Ansicht der Natur und ihrer wirkenden Kräfte.“ (S. 14–15)

### Teil I: Größe, Gestalt und Dichtigkeit der Erde Größe, Figur (Abplattung)

#### Dichtigkeit der Erde
Humboldt beschreibt die Geschichte der Gradmessung der Erde und die damit verbundene Verfeinerung des Instrumentariums in Astronomie, Mathematik und Messtechnik (Bsp. Pendel). Im Wesentlichen stellt er die verschiedenen Messmethoden und den aktuellen Wissensstand dar.

#### Innere Wärme des Erdkörpers und Vertheilung desselben
Durch die Zunahme der Temperatur in verschiedenen Bohrlöchern, versucht Humboldt eine allgemein gültige Aussage über die Temperatur im Erdinneren zu treffen. Er weist aber darauf hin, dass sich die Temperaturzunahmen stark unterscheiden (Art des Gesteins, Jahreszeiten-Oberflächentemperatur) und dass deswegen weitere Untersuchungen folgen müssen.

#### Magnetische Tätigkeit
Humboldt gibt zunächst einen historischen Überblick über die Verwendung des Kompasses und die Erforschung des irdischen Magnetismus, seiner Abweichung und Intensität. Der Magnetismus ist für Humboldt ein „ewig Veränderliches der Phänomene“ (S. 650) Er geht besonders auf die Arbeiten und Expeditionen zur Erforschung des Erd-Magnetismus ein, die in der ersten Hälfte des 19. Jahrhunderts stattfanden. Dann behandelt er die drei Elemente des Magnetismus: Intensität, Inklination, und Deklination. Dennoch gibt es für ihn kaum Gesetzmäßigkeiten, insbesondere zur Intensität des Erdmagnetismus. Dieser ist laut Humboldt von zu vielen Faktoren wie den Tag- und Jahreszeiten, von der Höhe, der Temperatur, der Erdnähe zur Sonne etc. abhängig. Humboldt weist auch auf zahlreiche Beobachtungen und Erforschungen zum Erdmagnetismus hin, die er auf seinen Reisen gemacht hat. Zuletzt betrachtet er das Polarlicht, das „magnetische Ungewitter“ (S. 700). Über eine bloße Beschreibung des Phänomens kommt Humboldt nicht hinaus, fest steht nur, dass das Polarlicht Einfluss auf die genannten Elemente des Erdmagnetismus habe.

### Teil II: Reaction des Inneren der Erde gegen die Oberfläche; sich offenbarend

#### Erdbeben
Humboldt weist zu Beginn darauf hin, dass das Phänomen der Erdbeben und seine Ursachen weitgehend im Dunkeln liegen. Er nennt drei geläufige Theorien über die Entstehung von Erdbeben:
- durch das Aufsteigen von Dämpfen aus dem Erdkern,
- durch das Eindringen von Wasser und Luft in den flüssigen Erdkern,
- durch aufgetürmte Gebirge (Hohlräume, Brüche; Spalten).

Für Humboldt sind Erdbeben „vulkanische Thätigkeiten niederer Stufen“, wobei vulkanische Tätigkeit für ihn „Reaction des Inneren der Erde gegen die Oberfläche bedeutet.“ (S. 717). Das heißt nicht, dass Erdbeben immer von Vulkanausbrüchen begleitet werden.

Beispieltabelle aus dem Kosmos Band IV. Die Tabelle zeigt die im 18. und 19. Jahrhundert aktiven Vulkane, in Klammern die, welche zu Humboldts Zeiten aktiv waren.

#### Thermalquellen
Humboldt beschreibt verschiedene heiße Quellen (Mexiko, Indien) sowie die Geysire auf Island und versucht deren Ursprung zu ergründen, indem er sie über die im Wasser enthaltenen Stoffe klassifiziert (Schwefel, Sauerstoff, Kohlensäuregehalt etc.) und über ihre Temperatur. So lautet eine Klassifikation:
1. rein meteorologische Quellen (Wetterabhängig),
2. meteorologisch-geologische Quellen (Temperatur aus dem Boden,)
3. abnorm kalte Quellen (Höhe) Dampf- und Gasquellen, Salsen, Schlamm-Vulkane, Naphta-Feuer.

Die Dampfquellen, Schlammvulkane etc. bilden für Humboldt „ein Mittelglied zwischen den heißen Quellen und den eigentlichen Vulkanen“ (S. 729). Sie sind eine „Art vulkanische Tätigkeit, welche sich durch Hervordringen von Dämpfen und Gasarten, bald mit, bald ohne Feuererscheinungen offenbart.“ (S. 737) Auch hier bleibt Humboldt aber beschreibend, Erklärungen für die Phänomene kann er nicht liefern.

#### Vulkane, nach der Verschiedenheit ihrer Gestaltung und Thätigkeit.
Humboldt definiert die Vulkane als:
„Öffnungen, durch die neben den Gasarten auch feste, stoffartig verschiedene Massen in feuerflüssigem Zustande, als Lavaströme, oder als Schlacken, oder als Produkte der feinsten Zerreibung (Asche), aus ungemessener Tiefe an die Oberfläche gedrängt werden.“ (S. 738)
Er unterscheidet zwischen Eruptionen auf Spalten, Ausbrüchen durch Aufschüttungskegel („ohne Umwallung und doch Lavaströme ergießend“), Erhebungskratern mit gehobenen Schichten, ohne Zentralkegel, geschlossenen Glockenbergen oder an der Spitze geöffneten Erhebungskegeln. Letztere, so Humboldt bewahrten eine ständige Verbindung zum flüssigen Erdinneren.
Eine weitere Klassifizierung nimmt Humboldt anhand der Höhe der Vulkane vor, er unterteilt sie in fünf Gruppen. Dabei kann er keinen Zusammenhang zwischen der Höhe der Vulkane und der vulkanischen Aktivität feststellen. (Die Theorie war „Je niedriger ein Vulkan, desto aktiver!“.) Dann geht er auf die vulkanischen Systeme ein. Er unterscheidet zwischen Systemen mit einem Zentralvulkan und Reihen-Vulkan-Systemen, bei denen sich Vulkane entlang von Spalten gruppieren. Er beschreibt und zählt ausführlich die Reihenvulkansysteme Zentralamerikas und Mexikos, Europas und Javas, vermisst sie und stellt Gruppen und Kategorien auf (noch aktiv, verloschen, Art der Eruption, Lavaströme, Art des ausgeworfenen Gesteins etc.). Humboldt zufolge kann eine rein quantitative Auflistung der Vulkane nur das Maß der Untergrenze vulkanischer Aktivität sein, da die unterirdischen Systeme und Verbindungen der Wissenschaft nicht zugänglich sind. Diese quantitativen Methoden (Zahl und geographische Lage der Vulkane, Beobachtung, Gesteinsproben) bleiben aber die einzigen, die der Geologie zu Humboldts Zeiten zur Verfügung stehen. Andere Untersuchungen, wie die Messung der Dicke der Erdkruste bleiben späteren Generationen vorbehalten.
- theoretische Unterteilung: a. Wirkung durch Spalten und Maare; b. Umwallungen der Erhebungs-Krater; c. Vulkanische Kegel- und Glockenberge, mit geöffnetem und ungeöffnetem Gipfel; d. Verschiedenheit der Gebirgsarten, durch welche die Vulkane wirken.
- geographische Unterteilung: 1) Europa, 2) Inseln des atlantischen Meeres, 3) Afrika, 4) Asien, 5) Ost-Asiatische Inseln, 6) Süd-Asiatische Inseln, 7) Der Indische Ozean, 8) Die Südsee, 9) Mexiko, 10) Das nordwestliche Amerika.

## Nachbetrachtung und Fazit
Die Geologie, die zu Humboldts Lebzeiten zur etablierten Wissenschaft reifte, war eines seiner Hauptinteressensgebiete. Seine wissenschaftliche Abhandlung über „Mineralogische Beobachtungen über einige Basalte am Rhein“, die bereits 1790 erschien, war die erste von 95 geowissenschaftlichen Arbeiten, die er während seines Lebens veröffentlichte. Auch für seinen vierten Kosmosband zog Humboldt seine unschätzbaren Erfahrungen und Aufzeichnungen seiner Südamerikareise zurate, auf welcher er u. a. mit seinem Reisegefährten Bonpland als erster Europäer die beiden Gipfel des Vulkans Pichincha (4.690 m und 4.794 m) in Ecuador bestieg und, nach eigenen Angaben, vom Anhänger des Neptunisten Abraham Gottlob Werner, bei dem er studiert hatte, zum Plutonisten wurde.

Titelblatt einer amerikanischen Kosmosausgabe

Humboldt bezog mit einer Ausdauer, die die Gefahr barg, sich unbeliebt zu machen, unablässig die Ausführungen aller maßgeblichen Experten seiner Zeit in seinen Kosmos ein („Netzwerk des Wissens“), im geologischen Bereich u. a. Louis Agassiz, Leopold von Buch, Christian Gottfried Ehrenberg, Wolfgang Sartorius, Mary Somerville (als eine der ganz wenigen weiblichen Wissenschaftler, die Humboldt in seinem Kosmos zitierte). So spiegelt der vierte Band den damaligen aktuellen Forschungs- und Wissensstand in der Geologie wider. Im Quellenverzeichnis des vierten Bandes findet sich Literatur, die erst kurz vor dem Abschluss von Humboldts Arbeit veröffentlicht wurde.
Die großen geologischen Erkenntnisse und Leistungen des 19. Jahrhunderts:
- zeitliche Gliederung der Erdentstehung (auf paläontologischer Basis)
- Hypothesen über die Gebirgsentstehung
- Systematisierung geologischer Prozesse
- Entwurf geologischer Kartenwerke

Humboldt bereicherte die Diskussion in der Geologie um zahlreiche Einzelbeiträge und Beobachtungen, besonders auf dem Gebiet der Vulkane. In der Neptunismustheorie vollzog er, wie angesprochen, einen Wandel hin zum „gemäßigten“ Plutonisten.
Der vierte Band ist eine beeindruckende Bestandsaufnahme zum Wissen über Magnetismus und vulkanische Phänomene seiner Zeit. Dennoch hat der Band über weite Strecken den Charakter einer „Fleißarbeit“, in der Phänomene aufgezählt (quantitativ) werden. Interessant ist der Band vor allem wegen der zahlreichen eingestreuten Anekdoten aus Humboldts Reisetagebüchern. Ebenso zeigt er in den vielen geschichtlichen Rückblicken sein enormes historisches Wissen. Mit der Formulierung allgemein gültiger Gesetze und Theorien hält sich Humboldt dagegen sehr zurück, es wird beispielsweise praktisch nichts über den „Neptunismus“ – „Plutonismus“-Streit erwähnt. Oft verweist er auf die noch zu erledigende Forschungsarbeit, bzw. auf die Beschränkungen der Geologie zu seiner Zeit.